# 矢部孝
矢部 孝（やべ たかし、1950年1月 - ）は、日本の機械工学者。東京工業大学名誉教授。マグネシウム電池開発者。CIP法提唱者。元日本計算力学連合会長。

## 人物・経歴
宮崎県延岡市出身。1973年東京工業大学工学部機械物理工学科卒業、東京工業大学工学部機械物理工学科助手。1980年東京工業大学工学博士。1981年大阪大学レーザー核融合研究センター講師。1985年に大阪大学レーザー核融合研究センター助教授。1986年カールスルーエ原子力研究所（現カールスルーエ工科大学）客員教授。1988年群馬大学工学部電気電子工学科教授。1995年東京工業大学大学院総合理工学研究科創造エネルギー専攻教授。2002年日本機械学会計算力学部門長。2003年日本計算力学連合会長。2015年東京工業大学名誉教授。マグネシウム電池の開発者で、株式会社エネルギー創成循環取締役会長や、YTS International 株式会社代表取締役も務めた。

## 受賞
- 1987年 レーザー学会研究進歩賞[12]
- 1990年 手島記念研究賞[12]
- 1997年 日経サイエンスコンピュータ・ビジュアリゼーション・コンテスト佳作[12]
- 1999年 王立研究所200周年記念講演[3]
- 2002年 情報処理学会ベストオーサー賞[12]
- 2003年 プラズマ核融合学会研究論文賞[12]
- 2004年 日本機械学会計算力学部門功績賞[3]
- 2004年 流体科学賞[3]
- 2006年 国際数値流体力学会名誉フェロー[3]
- 2007年 APACM（計算工学アジア太平洋連合） Award for Computational Mechanics（APACM ）[3]
- 2009年 タイム誌環境のヒーロー[13]
- 2010年 IACM（国際計算工学連合） Award for Computationnal Mechanics[3]

MSP 株式会社